# Studierendensekretariat
Das Studentensekretariat (auch Studierendensekretariat, Studentenkanzlei, Studierendenbüro, Studien-Service-Center, Student Service Center oder Student’s Office genannt) ist eine Verwaltungsstelle für Studenten und Informationsstelle für Studieninteressierte einer Hochschule, welche für Angelegenheiten jeglicher Art in diesem Zusammenhang zuständig ist.
Das Sekretariat kümmert sich in erster Linie um Bewerbungen, Zulassungen, Immatrikulationen, Beurlaubungen für Auslandssemester und Praktika, Exmatrikulationen sowie sonstige Formalitäten im studentischen Lebenszyklus. 
Auch anderweitige Informationen wie Statistiken und interne sowie öffentliche Termine der jeweiligen Hochschule werden hier verwaltet.
Für die Prüfungsorganisation (An- und Abmeldung zu Prüfungen, Prüfungsordnungen, beglaubigte Notenspiegel) ist hingegen das Prüfungsamt zuständig.
Im Zuge der Bologna-Reform haben viele Hochschulen Campus-Management-Systeme zur IT-gestützten Abwicklung der Geschäftsprozesse im studentischen Lebenszyklus eingeführt.